# 腊尔山红石堡
腊尔山红石堡位于贵州省铜仁市松桃县盘石镇境内，2015年9月被发现。现有开发面积约2000亩。据过造村龙村长介绍，整个区域覆盖过造村、十八箭村、仁广村及过州村，四个村民小组。位于北緯28°11'52.5，东经109°21'08.9。
在中国国家“脱贫攻坚战”的大背景下，松桃县政府出台了“农旅一体化”政策；计划在红石林的位置种植红枫林，以打造红枫林景区。在种植红枫林的过程中，发现了隐藏于土地下面的红石林。

## 外部連結
- 腊尔山红堡林简介，松桃县政府网 （页面存档备份，存于）
- 贵州松桃盘石镇腊尔山红石林，贵州旅游特产网 （页面存档备份，存于）